# 浩劫
《浩劫》（英語：Shoah）是一部1985年上映的法國紀錄片，由克勞德·朗玆曼執導，主題為猶太人大屠殺（自1940年代以來在希伯來語中稱為「Shoah」）。該電影片長超過九小時，共耗時十一年製作，記錄了朗茲曼對倖存者、目擊者和加害者的訪談，並實地走訪波蘭境內的納粹德國大屠殺遺址，包括多座滅絕營。
本片於1985年4月在巴黎首映，獲得極高評價並贏得多項重要獎項，包括纽约影评人协会奖最佳纪录片以及英國影藝學院電影獎最佳紀錄片。西蒙·德·波娃盛讚其為「純粹的傑作」，而紀錄片導演馬塞爾·奧菲爾斯則稱其為「當代歷史上最偉大的紀錄片」。然而，本片在波蘭的反響並不佳，當地政府批評其指責波蘭在納粹種族滅絕行動中「有共謀之嫌」。
《浩劫》於1985年10月在紐約的Cinema Studio影院首映，並於1987年在美國PBS頻道分四晚播出。

## 概要
本片主要關注三個核心議題：首先是海乌姆诺灭绝营，該營是納粹德國首次使用毒氣卡車對猶太人進行屠殺的地點；其次是特雷布林卡灭绝营和奥斯威辛集中营；最後是華沙猶太區，透過倖存者、目擊者與加害者的證詞重現歷史。
特雷布林卡部分的證詞來自倖存者亞伯拉罕・邦巴（Abraham Bomba），他在營中擔任理髮師；以及前囚犯理查德・格拉扎；以及前納粹黨衛軍軍官法蘭茲・蘇霍梅爾。邦巴在描述自己在毒氣室為囚犯理髮時，意外遇見好友的妻子與妹妹的經歷時情緒崩潰。此外，片中還訪問了亨里克・高科夫斯基（Henryk Gawkowski），他在醉酒狀態下駕駛運送囚犯的列車，而他的照片也成為本片宣傳海報的封面。
關於奧斯威辛的證詞則來自魯道夫·弗爾巴，他在戰爭結束前成功逃離該營；以及菲利普·穆勒，負責焚燒毒氣處決後的屍體。穆勒回憶起囚犯對他的最後話語，並描述自己親眼見證毒氣室內的情景：屍體在門口被堆疊得像石頭一樣。他在講述囚犯們在進入毒氣室前開始唱歌的場景時，情緒激動無法自已。此外，當地村民的證詞也提及，他們目睹運送囚犯的列車每天進入營地後空車返回，由此推測列車上的人早已遇害。
朗茲曼於1978至1979年冬季在華盛頓特區訪問了楊・卡斯基（Jan Karski）。他還訪問了旁觀者，詢問他們是否知曉死亡營的情況，這些受訪者的回答顯示他們確實知情，但大多以「害怕被處死」為由解釋自己的不作為。此外，兩名海烏姆諾倖存者——曾被迫為納粹唱軍歌的西蒙・斯雷布尼克以及摩戴凱・波赫萊布尼克（Mordechaï Podchlebnik）——也接受訪談。朗茲曼還秘密錄製了前德國保安人員法蘭茲・沙林（Franz Schalling）的訪談，他詳細描述了海烏姆諾滅絕營的運作方式。前納粹官僚瓦爾特・斯蒂爾（Walter Stier）則講述了納粹鐵路系統的運作，並聲稱自己只是負責管理鐵路運輸，並不清楚自己實際上是在運送猶太人前往死亡營，雖然他承認知道這些目的地是集中營。
華沙猶太區的部分由楊·卡斯基和前納粹官員法蘭茲・格拉斯勒（Franz Grassler）提供證詞。卡斯基曾是波蘭地下組織成員，後來為波蘭流亡政府工作，作為一名基督徒，他曾潛入華沙猶太區，並使用假證件前往英國，試圖說服盟軍政府對猶太人的處境採取更強硬的干預行動。
本片的最後部分呈現了華沙猶太區起義倖存者的回憶。朗茲曼還訪問了大屠殺歷史學家勞爾・希爾伯格，他詳細探討了納粹針對歐洲猶太人的宣傳、「最终解决方案」的發展，以及鐵路文件中顯示的死亡營運輸路線。該片的完整文字記錄於1985年出版。

### 弗朗茲·蘇霍梅爾
1976年4月27日，朗茲曼在德國訪問了法蘭茲・蘇霍梅爾下士，他曾是特雷布林卡（Treblinka）滅絕營的黨衛軍軍官。蘇霍梅爾以500德國馬克作為報酬同意受訪，但拒絕被拍攝，因此朗茲曼使用隱藏錄音設備，並向他保證不會公開他的姓名 。
蘇霍梅爾詳細描述了營地的毒氣室與屍體處理過程。他聲稱，直到抵達特雷布林卡後才得知該地的滅絕行動。第一天，他見到深約6至7公尺的壕溝內堆滿屍體，由於屍體腐爛釋放的氣體，周圍土地彷彿在起伏，他當場嘔吐並痛哭。他表示，根據風向，屍體的氣味可飄散數公里，然而當地人因害怕被送往特雷布林卡I號勞改營而不敢行動:p.7–8。
蘇霍梅爾解釋，一整列火車從抵達特雷布林卡到囚犯被毒氣殺害，過程僅需2至3小時。囚犯下車後脫去衣物，女性的頭髮會被剃光，接著他們赤身裸體地在外等待，即便在冬季低溫至零下10至20°C的情況下也是如此，直至毒氣室內騰出空間。蘇霍梅爾告訴朗茲曼，他曾要求理髮師們放慢速度，以減少女性在戶外等待的時間:p.19–20。
與奧斯威辛相比，蘇霍梅爾形容特雷布林卡「原始，但運作流暢，是一條高效的死亡流水線。」。:p.16 

### 海報中的男人
本片的宣傳海報上印有亨里克・高科夫斯基（Henryk Gawkowski）的照片。他是波蘭馬烏基尼亞的鐵路工人，1942至1943年間，當時年僅20至21歲，擔任駛往特雷布林卡列車的「助理司機」，並擁有駕駛機車的權限。朗茲曼於1978年7月在波蘭訪問高科夫斯基，該片段出現在影片48分鐘處，是全片首個從受害者角度呈現事件的證詞。為了還原歷史，朗茲曼租借了一輛與高科夫斯基當年駕駛相似的蒸汽機車，並拍攝了鐵軌及特雷布林卡的指示牌。
高科夫斯基表示，每輛開往特雷布林卡的列車上都有一名波蘭司機及助理司機，並由德國軍官陪同。他認為自己並無選擇，若拒絕駕駛列車，就會被送往勞改營。他告訴朗茲曼，若有機會，他寧願親手殺死希特勒。朗茲曼估計，高科夫斯基所駕駛的列車共運送約18,000名猶太人前往特雷布林卡。高科夫斯基回憶，他在1942年曾駕駛貨運列車將波蘭猶太人送往該營，1943年則駕駛客運列車運送來自法國、希臘、荷蘭及南斯拉夫的猶太人。納粹將這類列車稱為Sonderzug（特別列車），並偽造文件，以掩飾車上裝載的是人類。每當成功駕駛Sonderzug，德國人便會提供伏特加作為獎勵，高科夫斯基因此大量飲酒，以麻痺自己對這份工作的痛苦。
高科夫斯基的火車會先駛入特雷布林卡車站，然後分批將列車推進營內。當火車接近營地時，他形容「燃燒的氣味令人窒息」。他還回憶，每當他駕駛列車駛入營地時，會對後方等待進入的列車做出「抹脖子」的手勢，暗示車上乘客即將面臨死亡。這個手勢往往會引發車內的恐慌，有些人會試圖跳車，甚至將孩子拋出車窗。歷史學家多米尼克・拉卡普拉指出，高科夫斯基在向朗茲曼示範這個手勢時，臉上的表情「帶有某種惡魔般的神情」。然而，朗茲曼在1990年寫道，他在訪談過程中對高科夫斯基逐漸產生了同情：「他與其他人不同，我對他懷有同情，因為他內心深處有一道永不癒合的傷口。」

## 製作

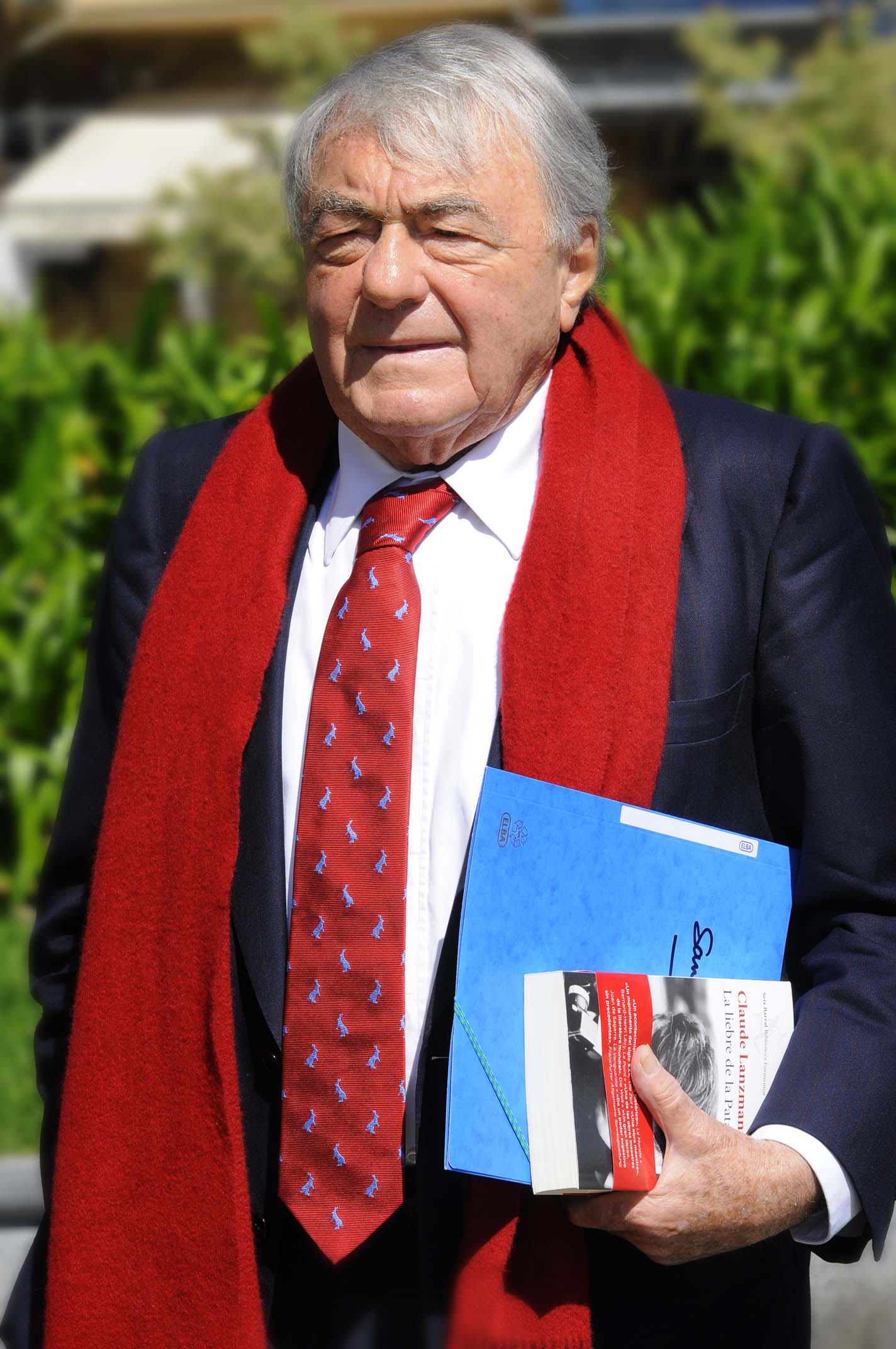
克勞德·朗玆曼，本紀錄片導演。

1970年代，以色列官員最初委託克勞德·朗玆曼製作一部關於猶太人大屠殺的紀錄片，原計畫為時兩小時，並在十八個月內完成。然而，隨著時間推移，這些官方支持逐漸撤回。朗茲曼最終拍攝了超過350小時的原始影片，完整記錄受訪者的問答及翻譯過程。這些素材現已由美國大屠殺紀念館數位化，並提供線上觀看。
《浩劫》的紀錄片共耗時十一年製作，期間面臨資金短缺、尋找受訪者的困難以及對朗茲曼本人的生命威脅。與傳統歷史紀錄片不同，影片未採用任何歷史影像，而是透過親身訪談倖存者與證人，並造訪當年慘案發生的地點來呈現歷史。此片的未收錄片段後來衍生出五部長篇紀錄片。
許多德國受訪者不願開口，甚至拒絕上鏡，因此朗茲曼不得不使用隱藏攝影機，導致畫面呈現出顆粒感強烈的黑白影像。在某些片段中，受訪者的影像被刻意遮蔽，或僅以技術人員觀看錄影的畫面呈現。一次訪談中，朗茲曼對海因茨·舒伯特的秘密拍攝被其家人發現，他隨即遭到攻擊，傷勢嚴重到需要住院一個月，並被控告「未經授權使用德國無線電波」。
朗茲曼在拍攝前，對許多場景進行了安排，但受訪者的證詞則完全保持真實。例如，他讓曾在滅絕營擔任理髮師的邦巴（Bomba）在現實中的理髮店內接受採訪，一邊為朋友剪髮；還特地租用蒸汽火車，以重現曾駕駛猶太人死亡列車的火車司機的經歷；影片開場則拍攝斯雷布尼克（Srebnik）在划船時歌唱，呼應他當年在納粹監視下歌唱的往事。
紀錄片前六年主要用於在十四個國家進行訪談，朗茲曼花了四年時間進行訪問後，才首次前往波蘭拍攝。拍攝結束後，剩餘的350小時素材又經過長達五年的剪輯。 他常以當下的拍攝地景畫面取代受訪者影像，將證詞與歷史場景結合，成為影片的重要橋段手法。
《浩劫》沒有旁白翻譯，對話內容保留原聲，包括受訪者的回答與翻譯員的即時翻譯， 觀眾則透過字幕來理解不同語言的證詞。完整的訪談文本（包含原文與英譯）收藏於美國華盛頓的大屠殺紀念館，該館亦提供部分訪談片段的線上觀看與下載。

## 評價

### 榮譽
《浩劫》在世界各地的電影節上獲得多項提名與獎項，其中包括1985年纽约影评人协会奖最佳纪录片，1985年洛杉磯影評人協會特別獎，1986年英國影藝學院電影獎最佳紀錄片，以及美國國家影評人協會最佳紀錄片與國際紀錄片協會的最佳紀錄片獎。

### 批判性評價
該片被許多影評人譽為傑作。《紐約時報》形容其為「一部描繪現代史上最大惡行的史詩級紀錄片」。影評人理查德·布羅迪（Richard Brody）指出，1985年4月，時任法國總統的弗朗索瓦·密特朗出席了巴黎的首映會；瓦茨拉夫·哈维尔則在獄中觀看了此片；1989年，米哈伊尔·戈尔巴乔夫更促成該片在蘇聯的公映。
影評家罗杰·埃伯特在1985年評論此片為「一部非凡的電影」，並稱其為「有史以來最崇高的作品之一」。他寫道：「這不是紀錄片，不是新聞報導，不是宣傳片，也不是政治作品，而是一種見證。」
根据評論匯總网站爛番茄汇总的37篇评论文章，100%的评论家给予该作正面评价，平均打分为9.2分（满分10分）。该网站总结的评论家共识是“既震撼人心又美得令人窒息，是影史上極具高度且無與倫比的成就。”
在Metacritic上，4位影評人共給予了99分的分數（滿分100分），這部電影獲得了「一致好評」。。截至2019年7月，《浩劫》在該網站的影史最佳電影排行榜中排名第20位（包括重映版本）。
此外，《Time Out》與《衛報》分別在2016年與2013年將《浩劫》評為影史最佳紀錄片。 在2014年英國電影協會的《视与听》（Sight & Sound）評選中，影評人將其選為影史第二佳紀錄片。 在BFI 2012年的影史最佳電影評選中，它在影評人票選中排名第29，導演票選則為第48。2022年的同一評選中，《浩劫》在影評人榜單中升至第27名，在導演榜單中則排名第72。

### 爭議
該片在波蘭引發批評。米耶奇斯瓦夫·比斯庫普斯基（Mieczyslaw Biskupski）指出，朗茲曼曾表示自己「害怕波蘭」，並聲稱「死亡集中營不可能建在法國，因為法國農民不會容忍它們」，從而暴露了他的偏見。
政府控制的報紙與國營電視台對此片提出批評，許多評論家亦指責電影內容偏頗。天主教周刊《公民周刊》的主編耶日·圖羅維奇批評其立場片面且帶有傾向性。波蘭猶太社會文化協會（Towarzystwo Społeczno-Kulturalne Żydów w Polsce）甚至將其稱為挑釁，並向法國駐華沙大使館遞交抗議信。
波蘭外交部長瓦迪斯瓦夫·巴托舍夫斯基曾是奧斯維辛集中營的倖存者，亦是以色列的榮譽公民——批評朗茲曼忽略了數千名拯救猶太人的波蘭人，反而選擇專注於刻畫貧困的鄉村波蘭人，以符合他的既定觀點。
猶太裔波蘭作家兼異見人士古斯塔夫·赫林-古魯津斯基對朗茲曼在《浩劫》中忽略任何對大屠殺有深入了解的波蘭人感到困惑。 在其著作《夜間書寫的日記》（Dziennik pisany nocą）中，他指出，《浩劫》的主題架構使朗茲曼得以施行極端的刪減手法，以至於非猶太裔波蘭人的處境對觀眾而言成為一個謎。赫林-古魯津斯基在書中提出反詰：「波蘭人是否真的能平靜地生活，背對死亡集中營那長年冒煙的火葬場煙囪，在田野中默默耕作？又或者，他們與猶太人一同被視為『劣等人』而遭到滅絕？」在他看來，朗茲曼對此問題未作回答，但歷史證據顯示，波蘭人同樣遭受納粹的大規模屠殺。
美國影評人寶琳·凱爾——其父母為來自波蘭的猶太移民——批評該片是一種「自我懲罰的形式」。她在1985年《紐約客》評論此片「從一開始就顯得沉悶且令人疲憊」，並批評：「朗茲曼親自進行所有訪談，以一種冗長且帶有壓迫感的方式施壓，使影片笨重沉滯。」2010年，《紐約客》影評人理查德·布羅迪（Richard Brody）則回應稱，凱爾對《浩劫》的誤解「嚴重到近乎刻意扭曲」。

## 家庭媒體
《浩劫》於2000年首次發行VHS版，並於2010年推出DVD版本。朗茲曼拍攝的350小時原始素材及訪談逐字稿可在美國大屠殺紀念館的網站上查閱。2012至2013年間，該片經由标准收藏以2K解析度數位修復並重新製作，修復自原始16毫米膠片。其單聲道音軌亦進行無壓縮處理。隨後，經重新製作的母版推出三碟裝藍光版，其中還包含朗茲曼執導的三部額外作品。

## 延伸作品與未使用素材
朗茲曼基於《浩劫》拍攝時未使用的素材，製作了四部長篇電影。其中前三部收錄於標準收藏發行的DVD與藍光版作為額外內容，而全部四部作品均收錄於「電影大師」系列（Masters of Cinema）發行的藍光版中。
- 《來自生者的訪客（法语：Un_vivant_qui_passe）》（1997年）：講述紅十字會代表莫里斯·羅塞爾（英语：Maurice Rossel）在1944年對特雷津集中營撰寫了一份正面報告的故事。
- 《索比堡，1943年10月14日下午4時（英语：Sobibor,_October_14,_1943,_4_p.m.）》（2001年）：記述參與索比堡集中營起義並成功逃脫的猶太抵抗戰士葉胡達·勒納（Yehuda Lerner）的經歷。
- 《卡爾斯基報告（英语：The_Karski_Report）》（2010年）：講述波蘭地下抵抗運動成員揚·卡爾斯基在1943年訪問美國總統富蘭克林·羅斯福的經過。[27]
- 《最後的不義者（英语：The_Last_of_the_Unjust）》（2013年）：以特雷津猶太區內一位富有爭議的猶太拉比本傑明·穆梅爾施泰因（英语：Benjamin_Murmelstein）為主角，探討他在二戰期間的行為。[53]
- 《浩劫：四姐妹（英语：Shoah:_Four_Sisters）》（2018年）：是一部四集紀錄片，於2018年1月23日在法國電視台播出。這是朗茲曼的最後一部作品，亦可視為《浩劫》的延續，記錄了四位曾逃離集中營的女性倖存者，在大屠殺後努力尋找新生活的經歷。影片長達四個半小時（約為《浩劫》時長的一半），於2018年11月14日在美國戲院首映，並入選法國競逐奧斯卡最佳紀錄片的短名單。

朗茲曼拍攝的《浩劫》未公開素材也出現在2015年HBO出品、獲得奧斯卡提名的紀錄片《克勞德·朗茲曼：浩劫幽靈》（Claude Lanzmann: Spectres of the Shoah）**中，該片由亞當·本澤執導，聚焦朗茲曼從1973年至1985年製作《浩劫》的歷程。
此外，剪輯師齊娃·波斯泰克（Ziva Postec）在《浩劫》中的工作亦於2018年由加拿大紀錄片導演凱瑟琳·赫伯特（Catherine Hébert）拍攝成紀錄片《齊娃·波斯泰克：〈浩劫〉幕後剪輯師》。

## 另見
- 大屠殺電影列表（英语：List_of_Holocaust_films）
- 最长的电影列表
- 製作時間最長的電影列表（英语：List_of_films_with_the_longest_production_time）
- 爛番茄評分為100%的電影列表（英语：List_of_films_with_a_100%25_rating_on_Rotten_Tomatoes）

### 來源
1. ↑  . British Board of Film Classification. 13 June 1986  [2 February 2016]. （原始内容存档于2017-04-09）.
2. 1 2  . Bifi.fr.   [1 August 2019]. （原始内容存档于2025-01-23） （法语）.
3. ↑  . Box Office Mojo. IMDb. 6 January 2011  [2 February 2016]. （原始内容存档于2018-11-06）.
4. ↑  For the term Shoah and Lanzmann's decision to use it, see Stuart Liebman, "Introduction", in Stuart Liebman (ed.), Claude Lanzmann's Shoah: Key Essays, Oxford: Oxford University Press, 2007, 7.
5. ↑  J. Hoberman, "Shoah: The Being of Nothingness", in Jonathan Kahana (ed.), The Documentary Film Reader: History, Theory, Criticism, Oxford: Oxford University Press, 2016, 776–783.
Also see Claude Lanzmann with Marc Chevrie and Hervé le Roux, "Site and Speech: An Interview with Claude Lanzmann about Shoah", in Kahana (ed.) 2016, 784–793.
6. 1 2  Liebman 2007, 4.
7. ↑  Lawrence Baron, "Cinema in the Crossfire of Jewish-Polish Polemics: Wajda's Korczak and Polanski's The Pianist", in Cherry and Orla-Bukowska 2007, 44.
8. 1 2 3  Bernstein, Richard. . The New York Times. 20 October 1985.
9. ↑  William Baker. . Claude Lanzmann Shoah Collection. University of California, Davis campus. September 2005  [6 September 2014]. （原始内容存档于7 September 2014）.
10. ↑  .   [2025-03-21]. （原始内容存档于2025-01-22）.
11. ↑  "Claude Lanzmann Shoah Collection, Interview with Rudolf Vrba" （页面存档备份，存于）, Washington, D.C.: Steven Spielberg Film and Video Archive, United States Holocaust Memorial Museum.
12. ↑  "Claude Lanzmann Shoah Collection, Interview with Jan Karski", Washington, D.C.: Steven Spielberg Film and Video Archive, United States Holocaust Memorial Museum.
Also see Jan Karski, Story of a Secret State: My Report to the World, Georgetown University Press, 2014 [1944].
13. ↑  "Claude Lanzmann Shoah Collection, Interview with Franz Suchomel" （页面存档备份，存于）, Washington, D.C.: Steven Spielberg Film and Video Archive, United States Holocaust Memorial Museum.
14. 1 2 3  "Transcript of the Shoah interview with Franz Suchomel", Washington, D.C.: Steven Spielberg Film and Video Archive, United States Holocaust Memorial Museum
15. ↑  For his age, "Transcript of the Shoah interview with Henryk Gawkowski and Treblinka railway workers" （页面存档备份，存于）, Washington, D.C.: Steven Spielberg Film and Video Archive, United States Holocaust Memorial Museum (hereinafter Gawkowski transcript), 15.
Also see "Claude Lanzmann Shoah Collection: Henryk Gawkowski and Treblinka railway workers" （页面存档备份，存于）, Washington, D.C.: Steven Spielberg Film and Video Archive, United States Holocaust Memorial Museum.
16. ↑  Gawkowski transcript （页面存档备份，存于）, 1.
17. ↑  Stella Bruzzi, New Documentary, Routledge, 2006, 99–100.
18. 1 2 3  Gawkowski transcript （页面存档备份，存于）, 4.
19. ↑  Gawkowski transcript （页面存档备份，存于）, 12, 38.
20. 1 2  Gawkowski transcript （页面存档备份，存于）, 8.
21. ↑  Gawkowski transcript （页面存档备份，存于）, 9–10.
22. ↑  Gawkowski transcript （页面存档备份，存于）, 9, also see 14–15.
23. ↑  Gawkowski transcript （页面存档备份，存于）, 5–6.
24. ↑  Dominick LaCapra, "Lanzmann's Shoah: 'Here There Is No Why'", in Liebman (ed.) 2007, 213.
25. ↑  Claude Lanzmann, "Les Non-lieux de la memoire", in Michel Deguy (ed.), Au sujet de "Shoah": Le Film de Claude Lanzman, Paris: Belin, 1990, 282, cited by LaCapra in Liebman (ed.) 2007, 213.
26. 1 2  Larry Rohter. . The New York Times. 6 December 2010  [9 September 2013]. （原始内容存档于2023-08-20）.
27. 1 2 3 4 5 6 7  Richard Brody. . The New Yorker. 19 March 2012  [15 September 2013].
28. ↑  .   [2025-03-21]. （原始内容存档于2025-02-27）.
29. 1 2 3  Austin, Guy. . New York: Manchester University Press. 1996. 24. ISBN 0-7190-4610-6.
30. ↑  .   [2025-03-21]. （原始内容存档于2025-01-18）.
31. 1 2  . Steven Spielberg Film and Video Archive, United States Holocaust Memorial Museum.   [13 March 2016]. （原始内容存档于2023-08-20）.
32. ↑  Ebert, Roger. . rogerebert.com. 29 December 2010  [13 March 2016]. （原始内容存档于2024-12-25）.
33. ↑  . Rotten Tomatoes. Fandango Media.
34. ↑  . Rotten Tomatoes. Fandango Media.   [1 July 2019]. （原始内容存档于2025-01-17）.
35. ↑  . Metacritic. Fandom.
36. ↑  . Metacritic. CBS Interactive.   [2 February 2016].
37. ↑  . Metacritic. CBS Interactive.   [1 July 2019]. （原始内容存档于2023-08-20）.
38. ↑  Fear, David; Rothkopf, Joshua; Uhlich, Keith. . Time Out. 6 January 2016  [7 February 2016]. （原始内容存档于2019-03-20）.
. The Guardian. 12 November 2013  [7 February 2016].
39. ↑  . BBC News. August 2014  [1 August 2014]. （原始内容存档于2021-01-16）.
Nick James. . British Film Institute. 21 December 2015  [29 January 2016]. （原始内容存档于2017-01-26）.
40. ↑  . British Film Institute.   [30 January 2016]. （原始内容存档于30 June 2016）.
41. ↑  . BFI.   [2025-01-22]. （原始内容存档于2025-03-04） （英语）.
42. ↑  .   [2025-03-21]. （原始内容存档于2023-08-20）.
43. ↑  Mieczyslaw B. Biskupski、羅伯特·D·謝里、Anna Maria Orla-Bukowska. . . Rowman & Littlefield. 2007. ISBN 978-0742546660.
44. ↑  Michael Meng, "Rethinking Polish-Jewish Relations during the Holocaust in the Wake of 1968", Conference on Polish–Jewish Relations （页面存档备份，存于）, Hebrew University of Jerusalem, March 2009, 7.
45. ↑  Szczęsna, Joanna. . Gazeta Wyborcza (Warsaw). 2010-03-24  [17 September 2013]. 原始内容存档于2013-11-05 （波兰语）. Translation: Szymon Szurmiej, spokesman for TSKŻwP informed the French embassy that the Jewish community in Poland is saddened by such cinematic provocation and an anti-Polish campaign. Polish original: Szymon Szurmiej jako przedstawiciel Towarzystwa Społeczno-Kulturalnego Żydów w Polsce złożył w ambasadzie francuskiej oświadczenie, że "społeczność żydowska jest zbulwersowana tą filmową prowokacją i antypolską kampanią".
46. 1 2  Joanna Szczęsna.  (archived from GW Teksty). Gazeta Wyborcza. 2010-03-24  [2013-05-11]. （原始内容存档于2013-11-05） （波兰语）.
47. ↑  .   [2025-03-21]. （原始内容存档于2022-08-14）.
48. ↑  Lawrence van Gelder. . The New York Times. 4 September 2001: 2 of 3  [25 September 2013]. （原始内容存档于2023-08-20）.
49. ↑  寶琳·凱爾. . The New Yorker. 30 December 1985: 1  [2013-05-10]. （原始内容 (Archived by WebCite)存档于3 July 2024）. Also see pp. 2 and 3
50. ↑  Richard Brody, "Shoah at Twenty-Five" （页面存档备份，存于）, The New Yorker, 6 December 2010.
51. ↑  Robert Niemi, "Inspired by True Events: An Illustrated Guide to More Than 500 History-Based Films", ABC-CLIO, 2013, 151.
52. ↑  For 350 hours, Liebman 2007, 4.
53. ↑  Rob Nelson. . Chicago Tribune. 25 May 2013  [15 September 2013].
54. ↑  Knellman, Martin. . Toronto Star. 28 April 2015  [15 June 2015]. （原始内容存档于2023-06-03）.
55. ↑  Claude Lanzmann Attending Oscars for First Time - Variety
56. ↑  André Lavoie, "Catherine Hébert consacre un film à Ziva Postec". Le Devoir, 8 March 2019.

### 書籍
- Felman, Shoshana. . Hartman, Geoffrey  (编). . Oxford: Blackwell. 1994. ISBN 1-55786-125-0.
- Hirsch, Marianne; Spitzer, Leo. . Cooke, Miriam; Woollacott, Angela  (编). . Princeton: Princeton University Press. 1993. ISBN 0-691-06980-8.
- Loshitzky, Yosefa. . Loshitzky, Yosefa  (编). . Bloomington: Indiana University Press. 1997. ISBN 0-253-33232-X.
- McGlothlin, Erin, Brad Prager, and Markus Zisselsberger, eds. The Construction of Testimony: Claude Lanzmann’s Shoah and its Outtakes, eds. Detroit: Wayne State University Press, 2020. ISBN 9780814347348.
- Stoicea, Gabriela (2006). "The Difficulties of Verbalizing Trauma: Translation and the Economy of Loss in Claude Lanzmann’s Shoah.” In the Journal of the Midwest Modern Language Association, vol. 39, no. 2, pp. 43–53.
- Yvonne Kozlovsky Golan (2017), "Benjamin Murmelstein, a Man from the "Town 'As If'": A Discussion of Claude Lanzmann's Film the Last of the Unjust (France/Austria, 2013)", Holocaust Studies, A Journal of Culture and History, vol. 23, No. 4, pp. 464–482.
- Yvonne Kozlovsky Golan (2020), "Through the Director’s Lens: Claude Lanzmann’s Oeuvre: Commemorating the First Anniversary of his Passing", Canadian Institute for the Study of Antisemitism (CISA), Antisemitism Studies, Vol. 4, No. 1 (Spring 2020), pp. 143–168.

## 外部連結
- 互联网电影数据库（IMDb）上《浩劫》的资料（英文）
- Box Office Mojo上《浩劫》的資料（英文）
- 爛番茄上《浩劫》的資料（英文）
- Metacritic上《浩劫》的資料（英文）
- Claude Lanzmann Shoah Collection （页面存档备份，存于）, 所有訪談的影片摘錄，附文字記錄，史蒂芬史匹柏猶太電影檔案館（英语：Steven Spielberg Jewish Film Archive），美國大屠殺紀念博物館
- 《接近浩劫》 一篇由肯特·瓊斯（英语：Kent Jones (writer)）撰寫的文章，發表於標準收藏
- 預告 （页面存档备份，存于）